# Gnaeus Flavius
Gnaeus Flavius az i. e. 4-3. században működő római politikus, aedilis curulis, tribunus plebis, és az állam ügyeit intéző háromtagú bizottság tagja, annak ellenére, hogy libertinus fia volt. Kezdetben Appius Claudius Caecus consulsága idején annak írnokaként működött (scriba). Ebben a pozícióban sikerült elsajátítania a római jogot, s aedilis curulisként (i. e. 304) nyilvánossá tette az ún. legis actiókat, tehát a törvényszéki eljárás szabályait, emellett pedig az ún. dies fastit, mely a törvénykezési napok jegyzéke volt, ezáltal átláthatóbbá téve, és az egyszerű polgárok számára megkönnyítve az igazságszolgáltatás rendszerét.